# Brazzameerkatze
Die Brazzameerkatze (Cercopithecus neglectus) ist eine Primatenart aus der Gattung der Meerkatzen (Cercopithecus) innerhalb der Familie der Meerkatzenverwandten (Cercopithecidae). Sie ist nach dem französischen Afrikareisenden Giacomo di Brazzà benannt.

## Merkmale
Das Fell der Brazzameerkatze ist überwiegend olivgrau gefärbt, die Gliedmaßen und der Schwanz sind schwärzlich. Auffällig sind jedoch ihre Gesichtsmarkierungen. Sie hat ein rotes Stirnband und einen langen weißen Spitzbart, dazu einen ebenfalls weißen Oberlippenbart. Diese Tiere zeigen innerhalb der Meerkatzen den ausgeprägtesten Geschlechtsdimorphismus hinsichtlich der Körpergröße. Während Weibchen rund 4 Kilogramm schwer werden, können die Männchen 7 Kilogramm erreichen. Die Kopfrumpflänge variiert zwischen 40 und 47 Zentimetern bei Weibchen und 45 bis 60 Zentimetern bei Männchen, der Schwanz ist etwas länger als der Körper.

## Verbreitung und Lebensraum

Verbreitungsgebiet

Die Heimat der Brazzameerkatzen ist das zentrale Afrika von Kamerun im Nordwesten über Äthiopien im Nordosten bis zur Demokratischen Republik Kongo und dem nördlichen Angola im Süden. Ihr Habitat sind feuchte Wälder, wobei sie oft in der Nähe von Wasser zu finden sind. Sie bevorzugen sumpfige oder saisonal überflutete Lebensräume und leben nie weiter als einen Kilometer vom nächsten Fluss oder See entfernt.

## Lebensweise
Brazzameerkatzen sind tagaktiv und leben sowohl am Boden als auch auf den Bäumen, darüber hinaus können sie auch ausgezeichnet schwimmen. Sie leben in relativ kleinen Gruppen zusammen, die in der Regel aus vier bis zehn Tieren bestehen. Die Gruppen sind Haremsgruppen, das heißt, sie bestehen aus einem Männchen, mehreren Weibchen und deren Jungtieren. Innerhalb der Gruppe kommunizieren die Tiere mit einer Reihe von Lauten und Gesten, dazu zählen Alarmschreie, um vor Fressfeinden zu warnen und auch Körperhaltung, die innerhalb der Gruppe Dominanz oder Unterordnung signalisieren.
Die Tiere ernähren sich in erster Linie von Früchten, daneben nehmen sie auch Blüten, Blätter und Kleintiere wie Insekten und Würmer zu sich.

## Fortpflanzung

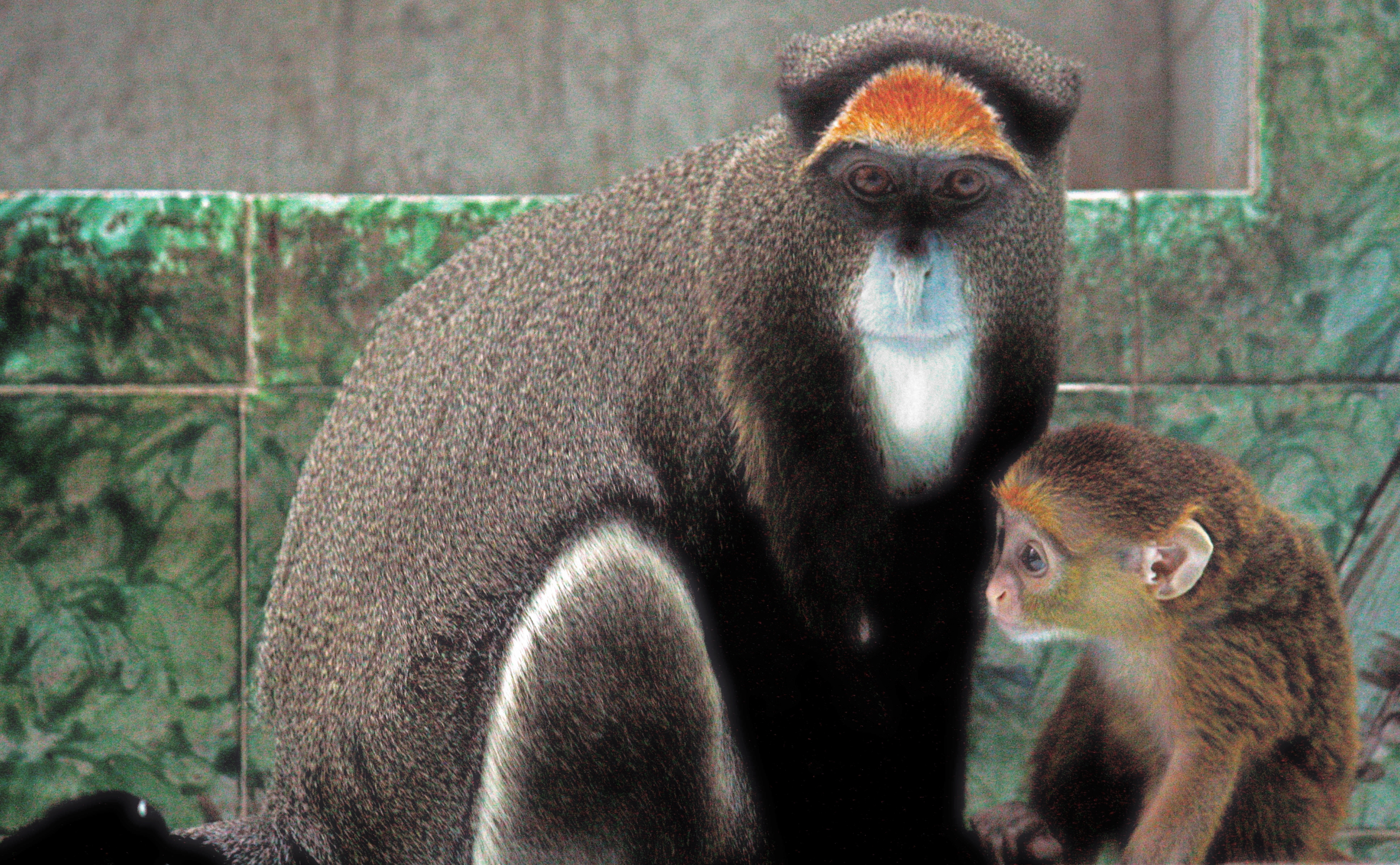
Mutter mit Jungtier

Nach rund fünf- bis sechsmonatiger Tragzeit bringt das Weibchen meist ein einzelnes Jungtier zur Welt. Diese werden ein Jahr lang gesäugt und erreichen die Geschlechtsreife mit fünf bis sechs Jahren. Während männliche Tiere ihre Geburtsgruppe bei Eintreten der Geschlechtsreife verlassen müssen, bleiben Weibchen in der Regel ihr Leben lang in der gleichen Gruppe. Die Lebenserwartung in freier Natur wird auf rund 20 Jahre geschätzt, in menschlicher Obhut sind auch 30 Jahre möglich.

## Bedrohung
Brazzameerkatzen werden wegen ihres Fleisches gejagt und leiden auch an der Zerstörung ihres Lebensraumes durch Waldrodungen, insgesamt zählen sie aber noch nicht zu den bedrohten Arten.